# 北翟高架路
北翟高架路，是上海市虹桥综合交通枢纽的一纵三横快速疏散系统配套工程之一，西起嘉闵高架路，东至中环线。其中，北翟高架路由协和路（外环北翟立交东首）至嘉闵高架路的一段被编为省道，协和路以东的路段则连接北横通道。
北翟高架路全长7.3公里，全线高架设计时速60公里，地面道路设计时速50公里，嘉闵高架路-外环高速段高架双向六车道、地面双向六快二慢，于2010年3月16日建成通车。
外环高速-中环路段原规划高架双向四车道，地面双向八快二慢，后变更规划建造地道。

## 沿线出入口及立交
- 嘉闵高架路立交
- 七莘路/华江路匝道
- 虹翟高架路立交（嘉闵高架路方向下，外环路方向上）
- 外环高速立交